# Stade municipal João Lamego Netto
Le Stade municipal João Lamego Netto (en portugais : Estádio Municipal João Lamego Netto), également surnommé Lamegão et auparavant connu sous le nom de Stade municipal Epaminondas Mendes Brito (en portugais : Estádio Municipal Epaminondas Mendes Brito), est un stade de football brésilien situé dans la ville d'Ipatinga, dans l'État du Minas Gerais.
Le stade, doté de 10 000 places, et inauguré en 1982, sert d'enceinte à domicile à l'équipe de football de l'Ipatinga Futebol Clube.
Le stade porte le nom de João Lamego Netto, ancien maire de la ville d'Ipatinga.

## Histoire
Le stade ouvre ses portes en 1982 sous le nom de Stade municipal Epaminondas Mendes Brito (du nom d'Epaminondas Mendes Brito, l'ingénieur responsable de la construction du stade et décédé peu de temps avant son inauguration). Il est alors surnommé l'Ipatingão.
Il est inauguré le 23 novembre 1982 lors d'une défaite 3-0 des locaux d'une sélection de joueurs d'Ipatinga contre Cruzeiro (le premier but au stade étant inscrit par Eudes, joueur de Cruzeiro).
Le record d'affluence au stade est de 25 000 spectateurs, lors d'une victoire 2-1 de l'Atlético Mineiro contre Cruzeiro le 7 avril 1996.
En 2011, le stade est renommé en hommage à João Lamego Netto, ancien maire de la ville et décédé la même année.
Auparavant, le club du Ideal FC jouait ses matchs à domicile au stade, ainsi que le Social Futebol Clube qui y joue encore de temps à autre (bien que disposant de son propre stade, le Stade Louis Ensch, plus petit que le Lamegão).

## Galerie

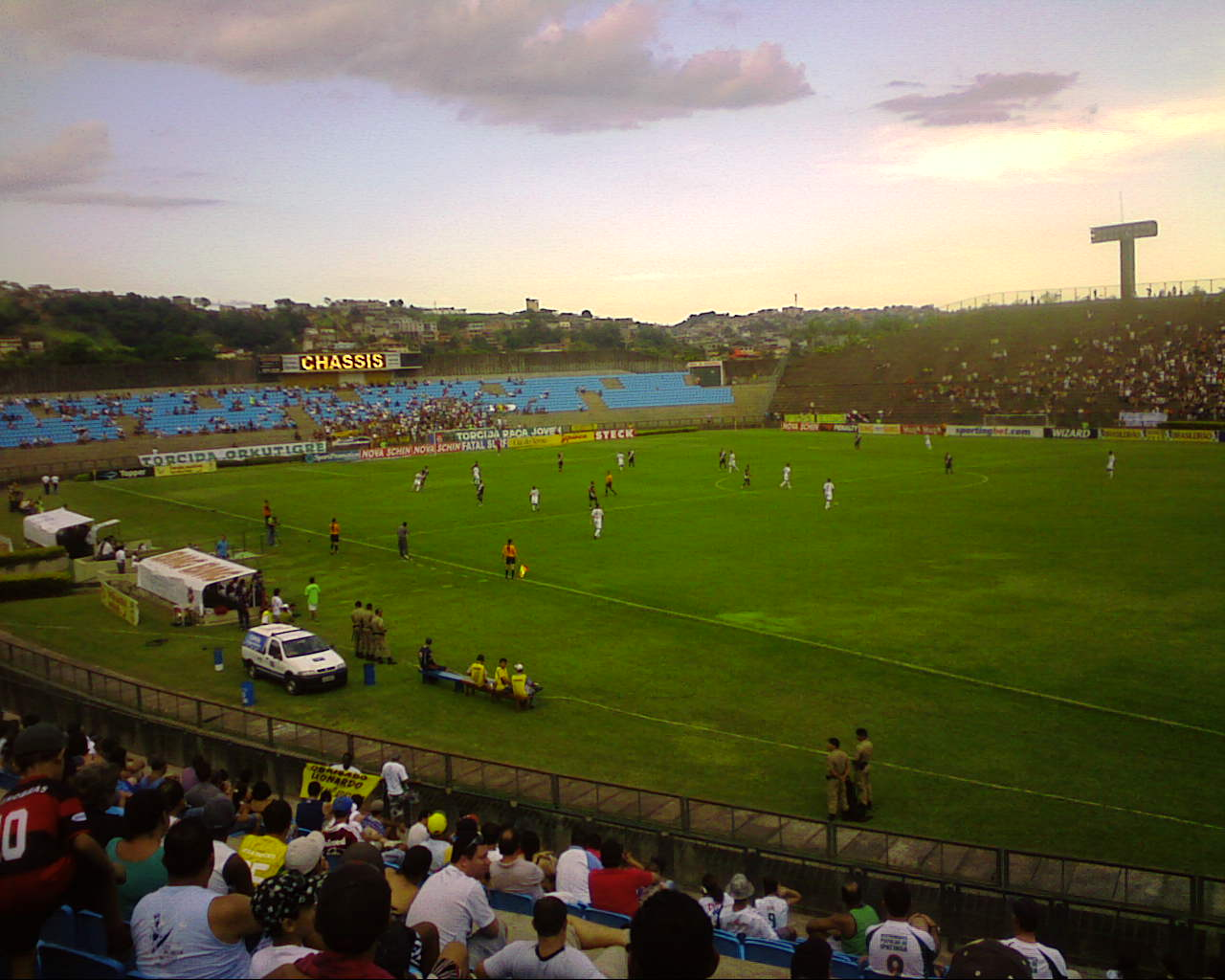
Intérieur du stade
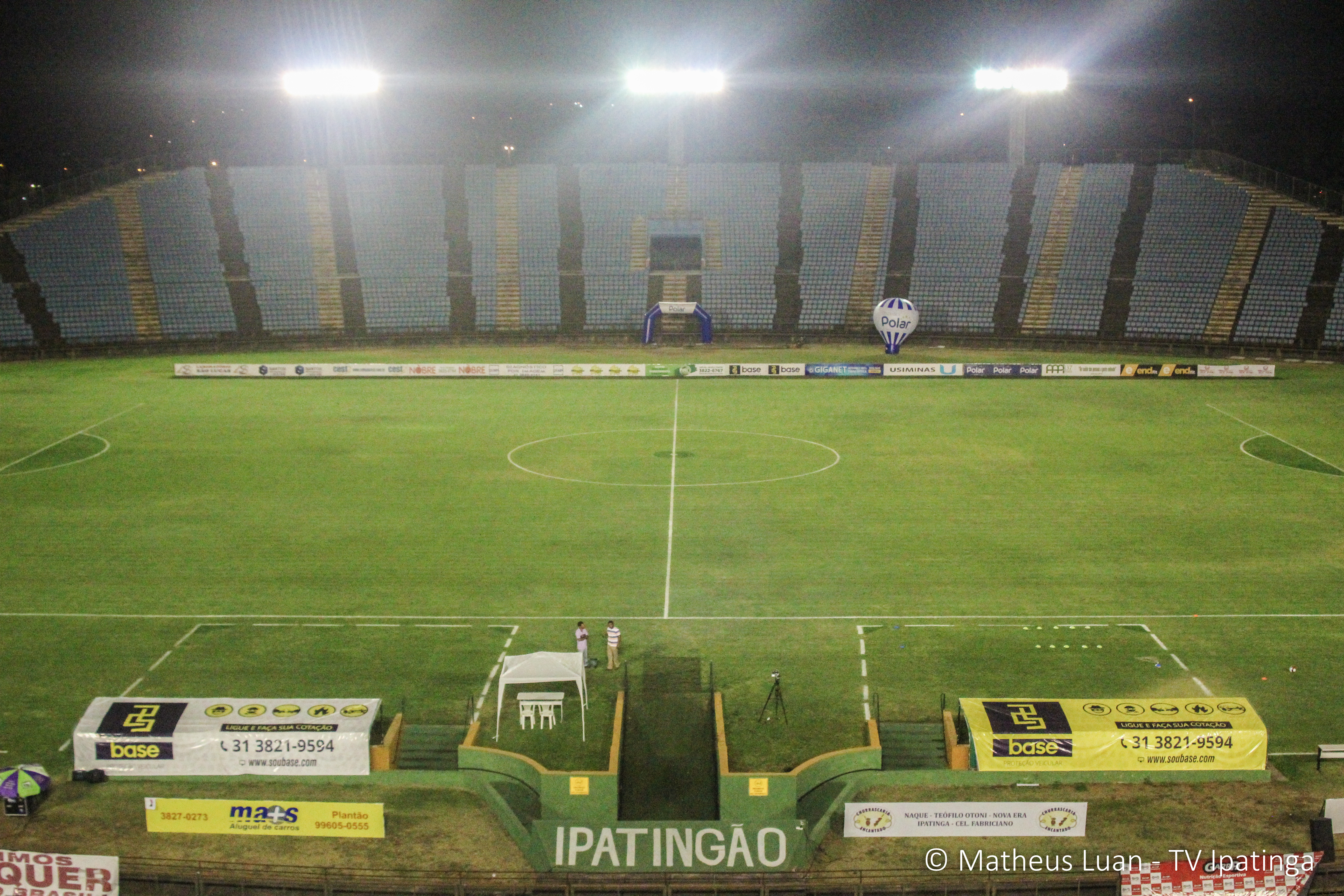
Vue nocturne